# Шигаевка
Шигаевка (баш. Шығай) — деревня в Белокатайском районе Республики Башкортостан Российской Федерации. Входит в состав Емашинского сельсовета. 

## География
Стоит на реке Ик. На противоположном берегу находился посёлок Сукаш-Елга, ныне территория Шигаевки.

### Географическое положение
Расстояние до:
- районного центра (Новобелокатай): 47 км,
- центра сельсовета (Емаши): 5 км,
- ближайшей ж/д станции (Ункурда): 87 км.

## Население
| 2002 | 2009 | 2010 |
| ---- | ---- | ---- |
| 76   | ↘39  | ↗44  |

Согласно переписи 2002 года, преобладающая национальность — русские (70 %).